# 張捷 (1964年)
張捷（1964年8月—），中華民國陸軍退役中將，籍貫浙江省蘭谿縣，陸軍官校正55期、國立臺北大學企管系碩士畢業，曾任國防大學副校長兼戰院院長、聯七次長、國防部參事、陸軍司令部委員、總統府侍衛長、陸軍副參謀長、陸軍官校校長、國防大學教育長、陸軍北測中心指揮官、陸軍裝甲542旅長、陸軍六軍團作戰處長等職。

## 軍旅生涯
擔任總統府侍衛長期間發生香菸走私案，因有督導下屬不周的責任，自請處分；2019年7月23日，調任陸軍司令部委員。2020年2月，調任國防部中將參事。2021年2月，調任參謀本部訓次室次長。2021年4月，調任國防大學副校長。2024年9月屆退，同時畢業於國立臺北大學企管系碩士，論文題目為：《從中華古今領導與管理各家學說探討當前國軍部隊管理》。

## 荣誉

### 中华民国勋章奖章
- 光华甲种二等奖章（2017年9月12日于陆军官校颁授[6]）

## 外部連結
| 军职           | 军职                                                    | 军职          |
| -------------- | ------------------------------------------------------- | ------------- |
| 中華民國國防部 |                                                         |               |
| 前任： 黃佑民  | 國防大學中將副校長 第三十任 2017年12月1日─2024年8月31日 | 繼任： 葉國輝 |
| 中華民國總統府 |                                                         |               |
| 前任： 劉志斌  | 總統府中將侍衛長 第三十任 2017年12月1日─2019年7月23日   | 繼任： 鍾樹明 |
| 中華民國陸軍   |                                                         |               |
| 前任： 黃金財  | 陸軍司令部少將副參謀長 2017年9月－2017年11月30日        | 繼任： 陳生在 |
| 前任： 劉得金  | 陸軍軍官學校少將校長 第二十九任 2015年2月－2017年9月    | 繼任： 陳忠文 |